# My World Tour
My World Tour è il tour d'esordio del cantante canadese Justin Bieber per promuovere l'EP My World e l'album My World 2.0. Il tour è stato annunciato il 16 marzo 2010, una settimana prima del My World 2.0 in un'intervista. Ha avuto sostegno da Sean Kingston e Jessica Jarell. Nella prima parte si stima che abbia incassato 35,6 milioni di dollari. Il tour ha fatto in totale 53.341.886 dollari in tutto il mondo.

## Scaletta
- Love Me
- Bigger
- U Smile
- Runaway Love
- Never Let You Go
- Favorite Girl
- One Less Lonely Girl
- Somebody to Love
- Overboard
- Never Say Never
- Up
- That Should Be Me
- Wanna Be Startin' Somethin' / Walk This Way (Medley)
- Eenie Meenie
- Down to Earth
- Baby

## Date e incassi
| Data              | Città             | Paese       | Luogo di esibizione                         | Biglietti Venduti/ Biglietti Disponibili | Incassi     |
| ----------------- | ----------------- | ----------- | ------------------------------------------- | ---------------------------------------- | ----------- |
| Nord America      |                   |             |                                             |                                          |             |
| 23 Giugno 2010    | Hartford          | Stati Uniti | XL Center                                   | 13,132 / 13,132 (100%)                   | $385,790    |
| 24 Giugno 2010    | Trenton           | Stati Uniti | Sun National Bank Center                    | 7,523 / 7,523 (100%)                     | $266,285    |
| 26 Giugno 2010    | Cincinnati        | Stati Uniti | U.S. Bank Arena                             | 10,758 / 12,780 (90%)                    | $405,545    |
| 27 Giugno 2010    | Milwaukee         | Stati Uniti | Summerfest                                  | 21,772 / 28,572 (86%)                    | $723,549    |
| 29 Giugno 2010    | Minneapolis       | Stati Uniti | Target Center                               | 14,717 / 14,717 (100%)                   | $339,226    |
| 30 Giugno 2010    | Des Moines        | Stati Uniti | Wells Fargo Arena                           | 9,399 / 9,650 (97%)                      | $232,560    |
| 2 Luglio 2010     | Moline            | Stati Uniti | iWireless Center                            | 10,610 / 22,000 (58%)                    | $393,090    |
| 3 Luglio 2010     | Omaha             | Stati Uniti | CenturyLink Center Omaha                    | 11,682 / 12,093 (94%)                    | $224,563    |
| 5 Luglio 2010     | Grand Prairie     | Stati Uniti | Verizon Theatre at Grand Prairie            | 6,000 / 9,000 (66%)                      | $103,550    |
| 6 Luglio 2010     | Tulsa             | Stati Uniti | BOK Center                                  | 12,993 / 12,993 (100%)                   | $384,810    |
| 8 Luglio 2010     | Broomfield        | Stati Uniti | 1stBank Center                              | 6,207 / 6,207 (100%)                     | $315,185    |
| 10 Luglio 2010    | West Valley City  | Stati Uniti | Maverik Center                              | 10,362 / 10,362 (100%)                   | $187,135    |
| 13 Luglio 2010    | Everett           | Stati Uniti | Comcast Arena at Everett                    | 8,588 / 8,588 (100%)                     | $110,172    |
| 14 Luglio 2010    | Portland          | Stati Uniti | Moda Center                                 | 13,244 / 13,244(100%)                    | $345,598    |
| 17 Luglio 2010    | Oakland           | Stati Uniti | Oracle Arena                                | 14,555 / 14,555 (100%)                   | $293,921    |
| 18 Luglio 2010    | Reno              | Stati Uniti | Reno Events Center                          | 6,583 / 6,583 (100%)                     | $116,022    |
| 20 Luglio 2010    | Los Angeles       | Stati Uniti | Microsoft Theater                           | 6,673 / 6,673 (100%)                     | $245,602    |
| 23 Luglio 2010    | Paso Robles       | Stati Uniti | California Mid State Fair                   | 14,162 / 14,162 (100%)                   | $312,960    |
| 24 Luglio 2010    | Las Vegas         | Stati Uniti | The AXIS                                    | 6,808 / 6,808 (100%)                     | $238,836    |
| 25 Luglio 2010    | Glendale          | Stati Uniti | Gila River Arena                            | 13,818 / 13,818 (100%)                   | $256,446    |
| 28 Luglio 2010    | Kansas City       | Stati Uniti | Sprint Center                               | 14,481 / 14,481 (100%)                   | $307,701    |
| 29 Luglio 2010    | North Little Rock | Stati Uniti | Verizon Arena                               | 13,676 / 15,800 (83%)                    | $214,854    |
| 30 Luglio 2010    | Boyne City        | Stati Uniti | Boyne Mountain                              | 5,750 / 5,750 (100%)                     | $180,567    |
| 31 Luglio 2010    | Memphis           | Stati Uniti | FedExForum                                  | 13,750 / 14,750 (90%)                    | $407,795    |
| 1 Agosto 2010     | Lafayette         | Stati Uniti | Cajundome                                   | 10,438 / 10,438 (100%)                   | $346,195    |
| 4 Agosto 2010     | Orlando           | Stati Uniti | Amway Arena                                 | 12,225 / 12,225 (100%)                   | $235,713    |
| 5 Agosto 2010     | Sunrise           | Stati Uniti | BB&T Center                                 | 14,104 / 14,104 (100%)                   | $141,848    |
| 8 Agosto 2010     | Charlotte         | Stati Uniti | Time Warner Cable Arena                     | 15,263 / 15,263 (100%)                   | $256,795    |
| 9 Agosto 2010     | Duluth            | Stati Uniti | Infinite Energy Arena                       | 10,588 / 10,588 (100%)                   | $313,420    |
| 11 Agosto 2010    | Nashville         | Stati Uniti | Bridgestone Arena                           | 14,345 / 14,345 (100%)                   | $394,350    |
| 12 Agosto 2010    | Indianapolis      | Stati Uniti | Bankers Life Fieldhouse                     | 14,490 / 14,490 (100%)                   | $239,505    |
| 14 Agosto 2010    | Columbus          | Stati Uniti | Jerome Schottenstein Center                 | 14,056 / 14,056 (100%)                   | $348,820    |
| 15 Agosto 2010    | Auburn Hills      | Stati Uniti | The Palace of Auburn Hills                  | 15,667 / 15,667 (100%)                   | $502,008    |
| 21 Agosto 2010    | Toronto           | Canada      | Air Canada Centre                           | 15,859 / 15,859 (100%)                   | $448,791    |
| 22 Agosto 2010    | London            | Canada      | Budweiser Gardens                           | 9,154 / 9,154 (100%)                     | $237,765    |
| 24 agosto 2010    | Ottawa            | Canada      | Canadian Tire Centre                        | 14,284 / 14,284 (100%)                   | $351,081    |
| 25 Agosto 2010    | Albany            | Stati Uniti | Times Union Center                          | 12,536 / 12,536 (100%)                   | $361,464    |
| 27 Agosto 2010    | Providence        | Stati Uniti | Dunkin' Donuts Center                       | 9,679 / 9,679 (100%)                     | $241,009    |
| 28 Agosto 2010    | Newark            | Stati Uniti | Prudential Center                           | 13,942 / 13,942 (100%)                   | $239,255    |
| 31 Agosto 2010    | New York          | Stati Uniti | Madison Square Garden                       | 14,529 / 14,529 (100%)                   | $378,946    |
| 1 Settembre 2010  | Syracuse          | Stati Uniti | New York State Fair Grandstand              | 16,787 / 16,787 (100%)                   | $537,275    |
| 3 Settembre 2010  | Essex Junction    | Stati Uniti | The Champlain Valley Expo                   | 8,048 / 9,422 (85%)                      | $370,660    |
| 4 Settembre 2010  | Allentown         | Stati Uniti | Allentown Fairgrounds                       | 10,242 / 10,242 (100%)                   | $489,858    |
| 5 Settembre 2010  | Timonium          | Stati Uniti | Timonium Race Track                         | 12,540 / 12,540 (100%)                   | $295,650    |
| 14 Settembre 2010 | Winnipeg          | Canada      | MTS Centre                                  | 12,422 / 12,422 (100%)                   | $436,175    |
| 16 Settembre 2010 | Regina            | Canada      | Brandt Center                               | 6,747 / 6,747 (100%)                     | $348,641    |
| 17 Settembre 2010 | Saskatoon         | Canada      | SaskTel Centre                              | 13,059 / 13,059 (100%)                   | $349,066    |
| 19 Settembre 2010 | Edmonton          | Canada      | Rexall Place                                | 13,874 / 13,874 (100%)                   | $280,140    |
| 20 Settembre 2010 | Calgary           | Canada      | Scotiabank Saddledome                       | 13,893 / 13,893 (100%)                   | $508,161    |
| 8 Ottobre 2010    | Honolulu          | Stati Uniti | Neal S. Blaisdell Center                    | 15,721 / 15,721 (100%)                   | $852,809    |
| 9 Ottobre 2010    | Honolulu          | Stati Uniti | Neal S. Blaisdell Center                    | 15,721 / 15,721 (100%)                   | $852,809    |
| 19 Ottobre 2010   | Vancouver         | Canada      | Rogers Arena                                | 14,899 / 14,899 (100%)                   | $269,285    |
| 22 Ottobre 2010   | Sacramento        | Stati Uniti | Sleep Train Arena                           | 9,498 / 13,498 (70%)                     | $285,272    |
| 24 Ottobre 2010   | Ontario           | Stati Uniti | Citizens Business Bank Arena                | 8,482 / 8,482 (100%)                     | $193,283    |
| 25 Ottobre 2010   | Los Angeles       | Stati Uniti | Staples Center                              | 13,572 / 13,572 (100%)                   | $535,512    |
| 27 Ottobre 2010   | Anaheim           | Stati Uniti | Honda Center                                | 11,882 / 11,882 (100%)                   | $490,781    |
| 28 Ottobre 2010   | San Jose          | Stati Uniti | SAP Center                                  | 11,605 / 12,411 (94%)                    | $393,838    |
| 30 Ottobre 2010   | San Diego         | Stati Uniti | Valley View Casino Center                   | 11,424 / 11,424 (100%)                   | $267,494    |
| 3 Novembre 2010   | Oklahoma City     | Stati Uniti | Chesapeake Energy Arena                     | 11,702 / 12,316 (95%)                    | $274,602    |
| 5 Novembre 2010   | San Antonio       | Stati Uniti | AT&T Center                                 | 14,663 / 14,663 (100%)                   | $318,098    |
| 6 Novembre 2010   | Houston           | Stati Uniti | Toyota Center                               | 13,352 / 13,352 (100%)                   | $467,082    |
| 8 Novembre 2010   | St. Louis         | Stati Uniti | Scottrade Center                            | 14,471 / 14,471 (100%)                   | $207,896    |
| 10 Novembre 2010  | Louisville        | Stati Uniti | KFC Yum! Center                             | 15,943 / 15,943 (100%)                   | $374,638    |
| 11 Novembre 2010  | Cleveland         | Stati Uniti | Wolstein Center                             | 10,431 / 10,616 (98%)                    | $229,266    |
| 13 Novembre 2010  | Norfolk           | Stati Uniti | Norfolk Scope                               | 9,286 / 9,286 (100%)                     | $263,586    |
| 14 Novembre 2010  | Filadelfia        | Stati Uniti | Wells Fargo Center                          | 15,614 / 15,614 (100%)                   | $613,257    |
| 16 Novembre 2010  | Boston            | Stati Uniti | TD Garden                                   | 14,080 / 14,080 (100%)                   | $543,180    |
| 17 Novembre 2010  | East Rutherford   | Stati Uniti | Izod Center                                 | 16,394 / 16,394 (100%)                   | $657,502    |
| 20 Novembre 2010  | Atlantic City     | Stati Uniti | Boardwalk Hall                              | 13,481 / 13,481 (100%)                   | $503,831    |
| 22 Novembre 2010  | Montréal          | Canada      | Bell Centre                                 | 16,260 / 16,260 (100%)                   | $412,580    |
| 23 Novembre 2010  | Toronto           | Canada      | Air Canada Centre                           | 16,639 / 16,639 (100%)                   | $377,432    |
| 9 Dicembre 2010   | Manchester        | Stati Uniti | Verizon Wireless Arena                      | 9,300 / 9,300 (100%)                     | $432,290    |
| 13 Dicembre 2010  | Pittsburgh        | Stati Uniti | Consol Energy Center                        | 13,957 / 13,957 (100%)                   | $804,568    |
| 15 Dicembre 2010  | Greensboro        | Stati Uniti | Greensboro Coliseum                         | 14,603 / 14,603 (100%)                   | $700,618    |
| 16 Dicembre 2010  | Greenville        | Stati Uniti | Bon Secours Wellness Arena                  | 11,769 / 11,769 (100%)                   | $577,074    |
| 18 Dicembre 2010  | Miami             | Stati Uniti | American Airlines Arena                     | 14,167 / 14,167 (100%)                   | $693,312    |
| 19 Dicembre 2010  | Tampa             | Stati Uniti | Amalie Arena                                | 14,270 / 14,270 (100%)                   | $689,300    |
| 21 Dicembre 2010  | Birmingham        | Stati Uniti | Legacy Arena                                | 13,773/ 13,773 (100%)                    | $667,628    |
| 23 Dicembre 2010  | Atlanta           | Stati Uniti | Philips Arena                               | 14,045 / 14,045 (100%)                   | $823,881    |
| Europa            |                   |             |                                             |                                          |             |
| 4 Marzo 2011      | Birmingham        | Inghilterra | Barclaycard Arena                           | 25,956 / 26,000                          | N.D.        |
| 5 Marzo 2011      | Birmingham        | Inghilterra | Barclaycard Arena                           | 25,956 / 26,000                          | N.D.        |
| 8 Marzo 2011      | Dublino           | Irlanda     | 3Arena                                      | 14,500 / 14,500                          | N.D.        |
| 11 Marzo 2011     | Liverpool         | Inghilterra | Echo Arena Liverpool                        | 11,908 / 12,000                          | N.D.        |
| 12 Marzo 2011     | Newcastle         | Inghilterra | Metro Radio Arena                           | 10,953 / 11,000                          | N.D.        |
| 14 Marzo 2011     | Londra            | Inghilterra | The O2 Arena                                | 16,020 / 16,020 (100%)                   | $881,519    |
| 21 Marzo 2011     | Manchester        | Inghilterra | Manchester Arena                            | 10,575 / 10,575                          | N.D.        |
| 23 Marzo 2011     | Sheffield         | Inghilterra | Motorpoint Arena Sheffield                  | 10,000 / 10,000                          | N.D.        |
| 24 Marzo 2011     | Nottingham        | Inghilterra | Motorpoint Arena Nottingham                 | 9,150 / 9,150                            | N.D.        |
| 26 Marzo 2011     | Oberhausen        | Germania    | König Pilsener Arena                        | 9,500 / 9,500                            | N.D.        |
| 27 Marzo 2011     | Rotterdam         | Paesi Bassi | Ahoy Rotterdam                              | 11,000 / 11,000                          | N.D.        |
| 29 Marzo 2011     | Parigi            | Francia     | AccorHotels Arena                           | 12,350 / 12,350                          | N.D.        |
| 30 Marzo 2011     | Anversa           | Belgio      | Sportpaleis                                 | 13,536 / 13,536 (100%)                   | $796,566    |
| 1 Aprile 2011     | Herning           | Danimarca   | Jyske Bank Boxen                            | 10,567 / 10,690                          | N.D.        |
| 2 Aprile 2011     | Berlino           | Germania    | Mercedes-Benz Arena                         | 10,023 / 10,600                          | N.D.        |
| 5 Aprile 2011     | Madrid            | Spagna      | Palacio de Deportes de la Comunidad         | 8,235 / 8,550                            | N.D.        |
| 6 Aprile 2011     | Barcellona        | Spagna      | Palau Sant Jordi                            | 9,236 / 9,860                            | N.D.        |
| 8 Aprile 2011     | Zurigo            | Svizzera    | Hallenstadion                               | 12,242 / 13,000                          | N.D.        |
| 9 Aprile 2011     | Milano            | Italia      | Mediolanum Forum                            | 8,346 / 8,900                            | N.D.        |
| Asia              |                   |             |                                             |                                          |             |
| 14 Aprile 2011    | Tel Aviv          | Israele     | Yarkon Park                                 | 14,789 / 21,500                          | N.D.        |
| 19 Aprile 2011    | Kallang           | Singapore   | Singapore Indoor Stadium                    | 9,467 / 10,000                           | N.D.        |
| 21 Aprile 2011    | Kuala Lumpur      | Malaysia    | Stadium Merdeka                             | 11,205 / 17,000                          | N.D.        |
| 23 Aprile 2011    | Bogor             | Indonesia   | Sentul City International Convention Center | 10,500 / 10,500                          | N.D.        |
| Oceania           |                   |             |                                             |                                          |             |
| 26 Aprile 2011    | Brisbane          | Australia   | Brisbane Entertainment Centre               | 11,065 / 11,065 (100%)                   | $651,750    |
| 28 Aprile 2011    | Sydney            | Australia   | Sydney Super Dome                           | 29,481 / 29,481 (100%)                   | $692,460    |
| 29 Aprile 2011    | Sydney            | Australia   | Sydney Super Dome                           | 29,481 / 29,481 (100%)                   | $692,460    |
| 2 Maggio 2011     | Melbourne         | Australia   | Rod Laver Arena                             | 25,538 / 25,538 (100%)                   | $807,360    |
| 3 Maggio 2011     | Melbourne         | Australia   | Rod Laver Arena                             | 25,538 / 25,538 (100%)                   | $807,360    |
| 5 Maggio 2011     | Adelaide          | Australia   | Adelaide Entertainment Centre               | 8,510 / 8,510 (100%)                     | $914,907    |
| 7 Maggio 2011     | Perth             | Australia   | Burswood Dome                               | 7,162 / 7,162 (100%)                     | $1,680,197  |
| Asia              |                   | Australia   |                                             |                                          |             |
| 10 Maggio 2011    | Pasay             | Filippine   | SM Mall Of Asia Concert Grounds             | 13,145 / 15,000                          | N.D.        |
| 13 Maggio 2011    | Hong Kong         | Hong Kong   | AsiaWorld–Arena                             | 10,971 / 11,150                          | N.D.        |
| 15 Maggio 2011    | Taipei            | Taiwan      | Taipei Arena                                | 13,100 / 13,100                          | N.D.        |
| 18 Maggio 2011    | Osaka             | Giappone    | Zepp Osaka                                  | 2,530 / 2,530                            | N.D.        |
| 19 Maggio 2011    | Tokyo             | Giappone    | Nippon Budokan                              | 8,500 / 8,500                            | N.D.        |
| Nord America      |                   |             |                                             |                                          |             |
| 30 Settembre 2011 | Monterrey         | Messico     | Arena Monterrey                             | 13,000 / 13,000                          | N.D.        |
| 1 Ottobre 2011    | Città del Messico | Messico     | Foro Sol                                    | 94,449 / 106,028 (89%)                   | $6,027,190  |
| 2 Ottobre 2011    | Città del Messico | Messico     | Foro Sol                                    | 94,449 / 106,028 (89%)                   | $6,027,190  |
| Sud America       |                   |             |                                             |                                          |             |
| 5 Ottobre 2011    | Rio de Janeiro    | Brasile     | Estádio Olímpico João Havelange             | 46,533 / 57,189 (81%)                    | $518,920    |
| 6 Ottobre 2011    | Rio de Janeiro    | Brasile     | Estádio Olímpico João Havelange             | 46,533 / 57,189 (81%)                    | $518,920    |
| 8 Ottobre 2011    | San Paolo         | Brasile     | Estádio do Morumbi                          | 71,683 / 78,910 (91%)                    | $237,520    |
| 9 Ottobre 2011    | San Paolo         | Brasile     | Estádio do Morumbi                          | 71,683 / 78,910 (91%)                    | $237,520    |
| 10 Ottobre 2011   | Porto Alegre      | Brasile     | Estádio Beira-Rio                           | 20,698 / 48,675 (43%)                    | $462,800    |
| 12 Ottobre 2011   | Buenos Aires      | Argentina   | Estadio River Plate                         | 66,386 / 80,386 (86%)                    | $309,000    |
| 13 Ottobre 2011   | Buenos Aires      | Argentina   | Estadio River Plate                         | 66,386 / 80,386 (86%)                    | $309,000    |
| 15 Ottobre 2011   | Santiago del Cile | Cile        | Estadio Nacional                            | 71,457 / 73,000 (90%)                    | $302,000    |
| 17 Ottobre 2011   | Lima              | Perù        | Lima Estadio Nacional                       | 18,923 / 33,769 (80%)                    | $216,450    |
| 19 Ottobre 2011   | Caracas           | Venezuela   | Estadio de Fútbol de la USB                 | 13,039 / 15,591 (84%)                    | $287,670    |
| TOTAL             | TOTAL             | TOTAL       | TOTAL                                       | 798,690 / 821,197 (97%)                  | $53,341,886 |